# Novelty piano

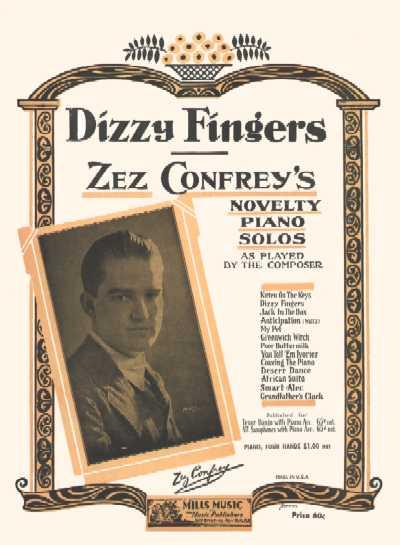
Voorkant van de bladmuziek voor "Dizzy Fingers" van Zez Confrey, een van de populairste noveltyartiesten.

Novelty piano is een genre in de populaire muziek, alleen uitgevoerd op de piano, dat in de Verenigde Staten populair was in de jaren twintig.
Novelty ontstond deels uit de ragtime, die in de jaren 10 populair was. Vergeleken met die stijl is het meestal swingender en sneller en daardoor moeilijker te spelen. Novelty piano heeft kenmerken van de tegelijkertijd opkomende jazz, maar heeft ook belangrijke verschillen daarmee. Het is verschillend van stride piano, een stijl die in dezelfde tijd in New York ontstond.
De ragtimes werden verspreid als bladmuziek, waarbij de muziek meestal simpel gehouden werd, zodat ook amateurpianisten het konden spelen. Twee belangrijke nieuwe technieken maakten het mogelijk de artiesten zelf te horen spelen: de notenrol en de grammofoonplaat. Daardoor is in tegenstelling tot de ragtime, novelty piano juist zo moeilijk mogelijk gecomponeerd zodat de kunst van de artiest naar voren komt. De eerste noveltyartiesten waren, in tegenstelling tot de zwarte ragtimeartiesten, voornamelijk blanke inspelers van notenrollen uit de omgeving van Chicago, waar de twee grootste notenrolproducenten, QRS en Imperial, hun hoofdkwartier hadden. Deze inspelers werden behalve door de jazz en ragtime ook beïnvloed door klassieke, impressionistische en modernistische muziek zoals van George Gershwin, Claude Debussy of Maurice Ravel. Een andere invloed waren destijds populaire folksongs, waarvan de noveltyartiesten de melodieën en thema's gebruikten om op te improviseren. Invloed van novelty is terug te vinden in George Gershwins Rhapsody in Blue of Bix Beiderbeckes In a Mist. Bekende latere jazzartiesten die door novelty zijn beïnvloed zijn Paul Whiteman, Fats Waller en Art Tatum.
De eerste voorlopers van novelty piano waren de stukken Nola van Felix Arndt (1915) en Russian Rag van George Cobb (1918). Het grote publiek ontdekte de stijl met het uitkomen van Kitten on the Keys van Zez Confrey in 1921. De populariteit van het stuk bracht Confrey en andere artiesten ertoe meer stukken in het nieuwe genre uit te brengen, zoals Dizzy Fingers en Greenwich Witch. De stijl bleef populair tot rond 1930 de big bands de solopianisten begonnen te vervangen. De piano kreeg in de jaren dertig een meer begeleidende rol en de noveltystijl werd vervangen door, of opgenomen in de jazz.
Bekende noveltyartiesten waren: Zez Confrey, Charley Straight, Roy Bargy, Victor Arden, Pete Wendling, Max Kortlander, en Billy Mayerl.